# 樟市镇 (韶关市)
樟市镇，是中华人民共和国广东省韶关市曲江区下辖的一个乡镇级行政单位。

## 行政区划
樟市镇下辖以下地区：
樟市社区、肖雪岭社区、樟市村、北约村、东约村、光辉村、径口村、流坑村、芦溪瑶族村、南约村、群星村、五星村和西约村。